# Diplolaena andrewsii
Diplolaena andrewsii är en vinruteväxtart som beskrevs av Carl Hansen Ostenfeld. Diplolaena andrewsii ingår i släktet Diplolaena och familjen vinruteväxter. Inga underarter finns listade i Catalogue of Life.